# Bungalow

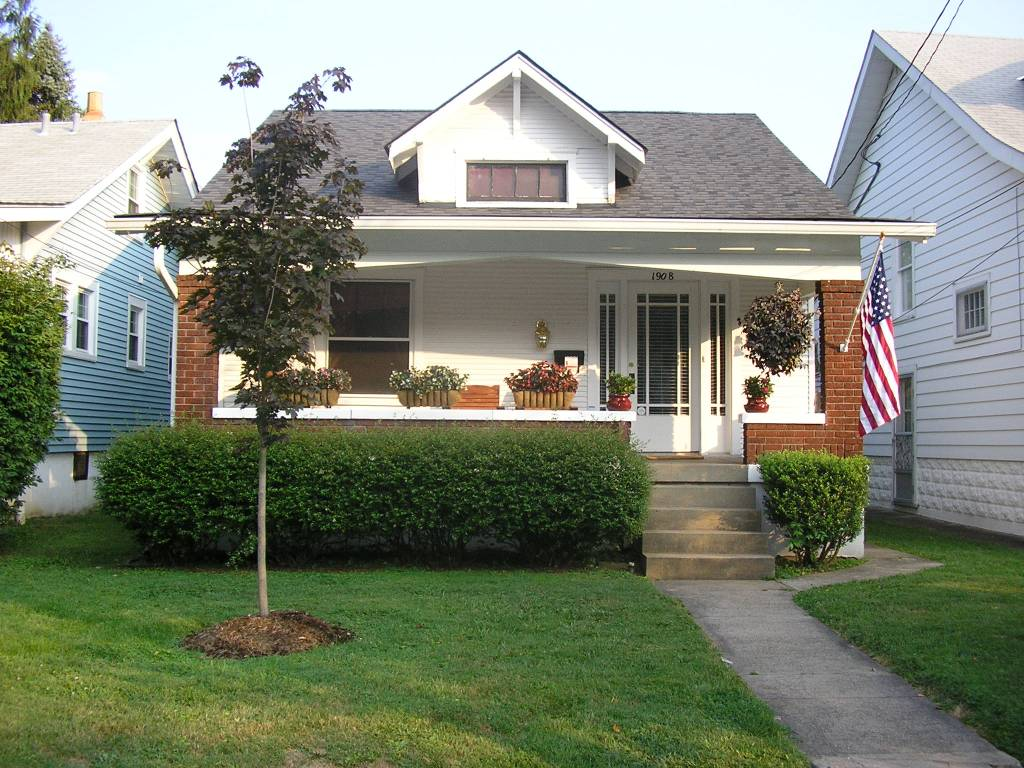
Amerikansk bungalow

Bungalow är ett slags hus vars benämning härstammar från hindiordet baṅglā, som beskriver att huset är i bengalstil på den indiska subkontinenten.. Ordets betydelse varierar över världen, men vanligtvis avses ett fristående envåningshus, ofta med en veranda. Ordet användes på svenska på 1950- och 1960-talet ofta för att beteckna ett småhus i stadsmiljö. 
En bungalow kan beskrivas som ett litet hus eller stuga som antingen är enplans eller har en andra våning inbyggd i ett sluttande tak (vanligtvis med takkupor), och kan omges av breda verandor. Stilen har utvecklats över tid och finns över hela världen.

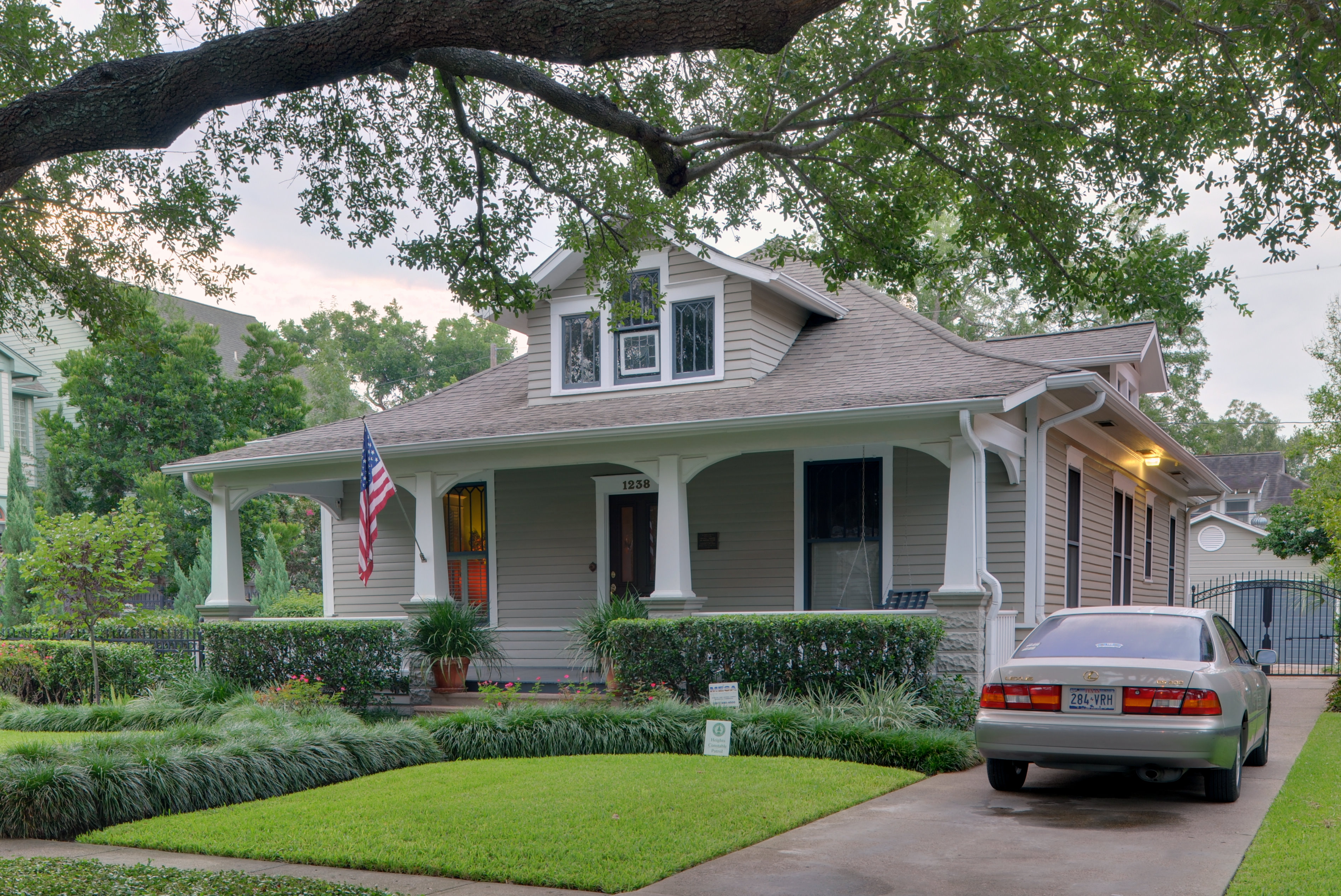
En bungalow i Houston, Texas

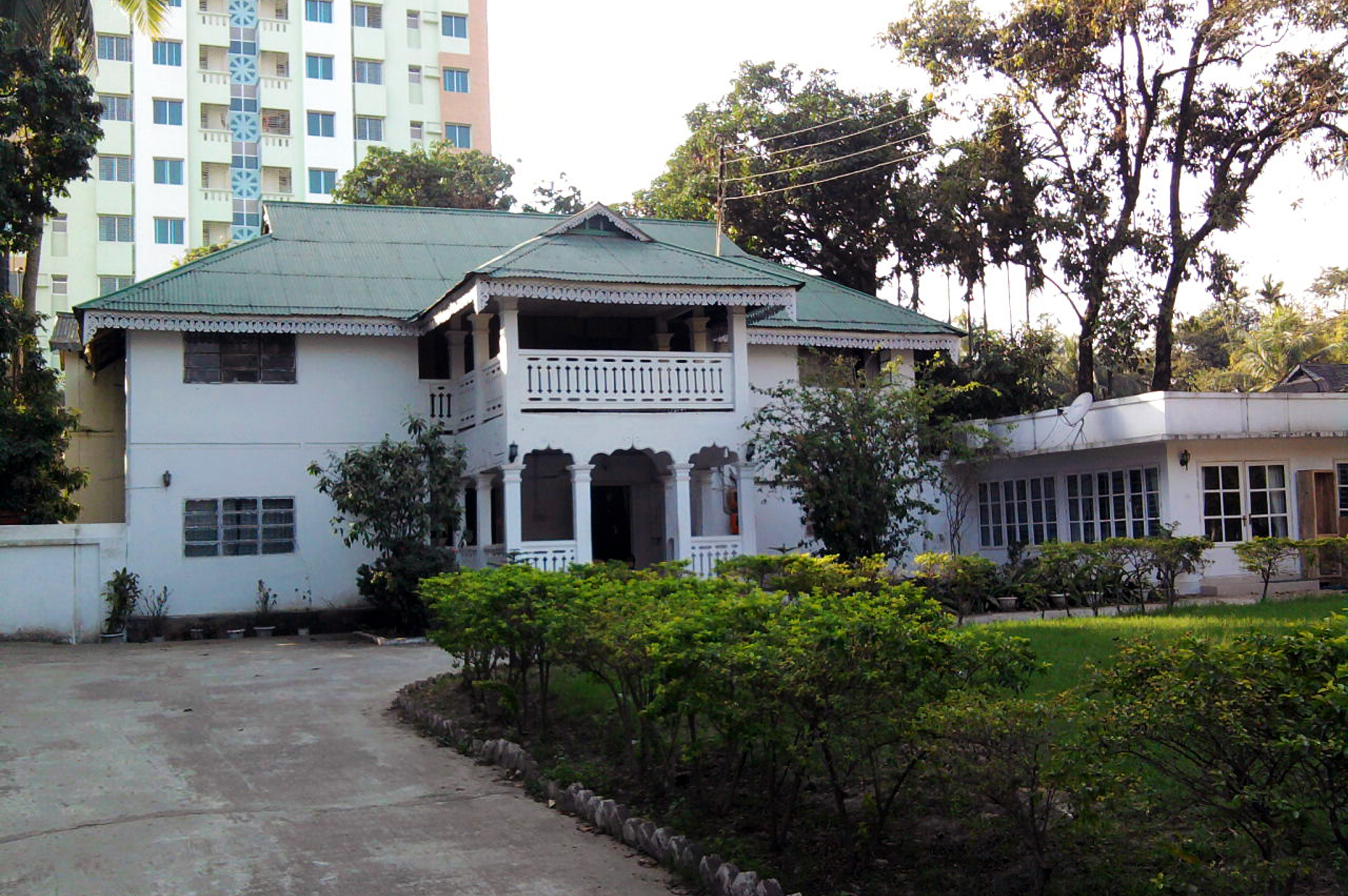
Bungalow i Bangladesh, lokalt känd som Banglaghar. Bungalow av ursprunglig bengalisk arkitektonisk stil.

Det första huset i England som klassades som en bungalow byggdes 1869. I Amerika användes den initialt som en fritidsarkitektur och var mest populär mellan 1900 och 1918, speciellt inom Arts and Crafts-rörelsen.

## Designförutsättningar

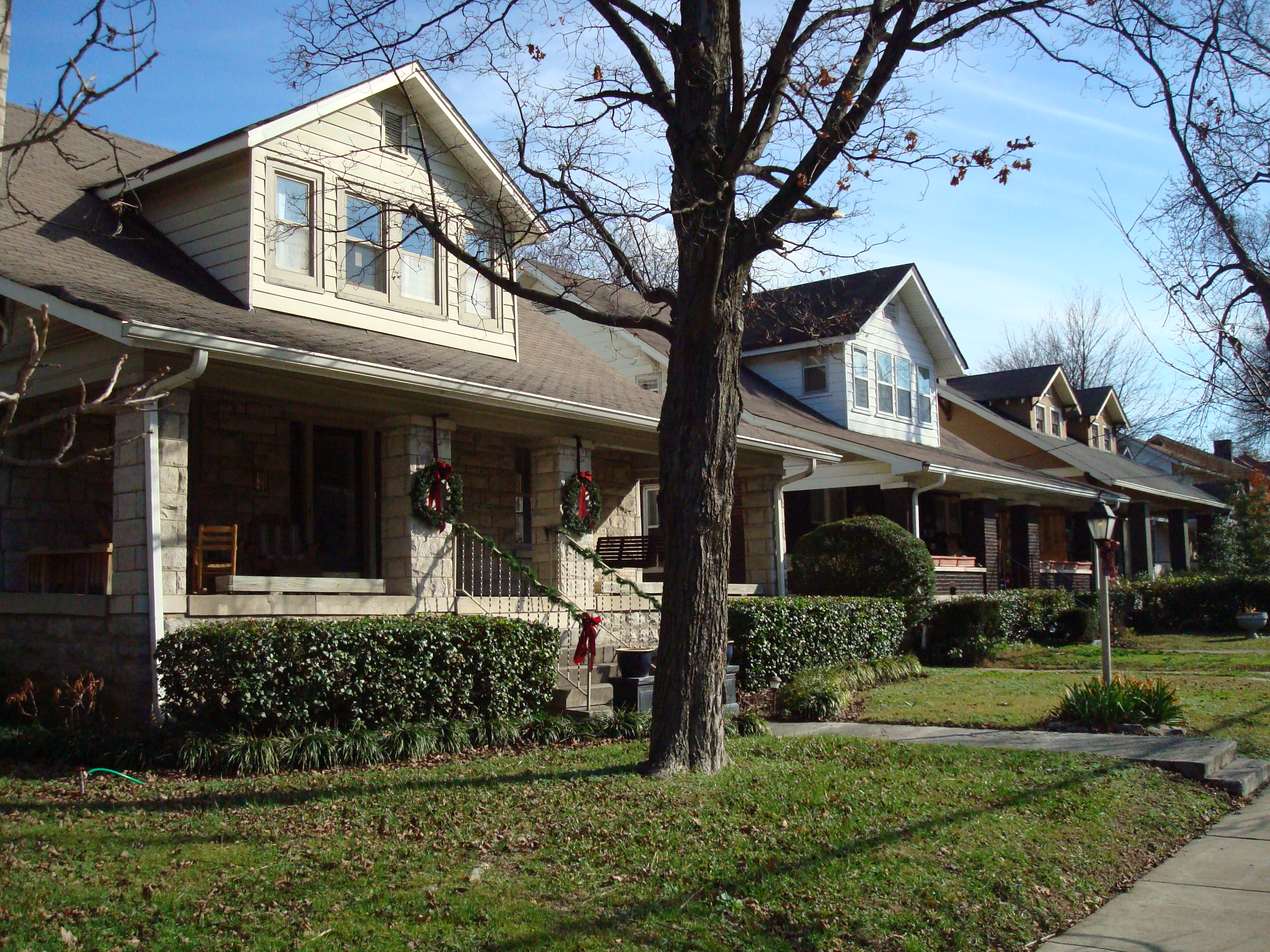
En rad bungalower i området Belmont-Hillsboro i Nashville, Tennessee, USA

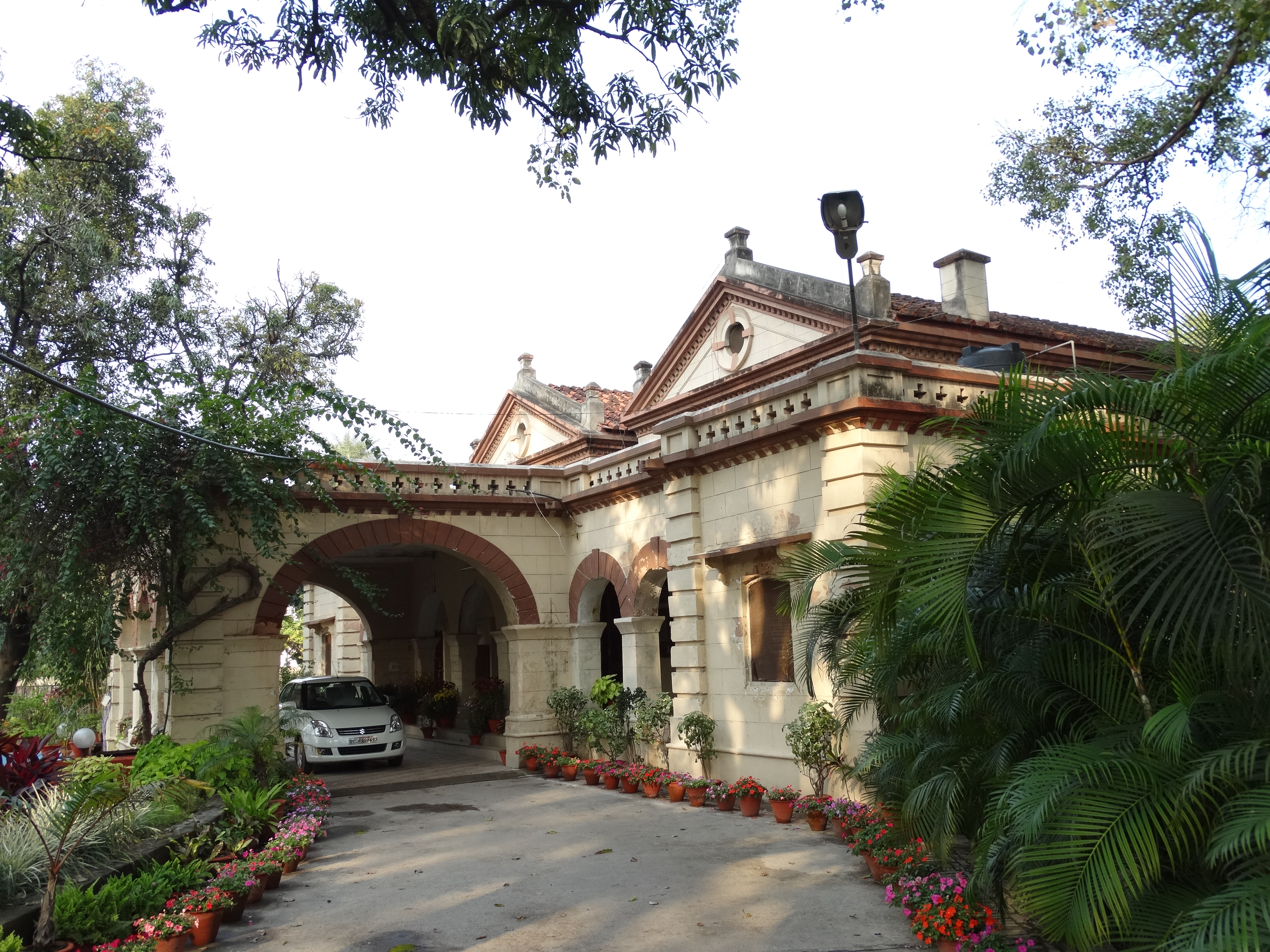
Kolonialstil Bungalow i Prayagraj, Indien

Bungalower är bekväma för husägaren genom att alla bostadsytor finns på en enda våning utan trappor mellan delar av bostaden. En bungalow är därför väl lämpad för personer med nedsatt rörlighet, såsom äldre eller rullstolsburna.
Områden med enbart bungalower erbjuder mer avskildhet än liknande stadsdelar med flervåningshus. Eftersom bungalower är på en eller en och en halv våning räcker det vanligtvis med strategiskt planterade träd och buskar för minskad insyn. Med tvåvåningshus kräver den extra höjden högre träd för att åstadkomma detta, och det kanske inte är praktiskt att placera så höga träd nära byggnaden för att skymma insynen från andra våningen hos grannen. Bungalowerna erbjuder kostnadseffektiva bostäder. Å andra sidan ger även tätt belägna bungalower ganska lågtäta stadsdelar, vilket bidrar till urban spridning. I Australien har bungalower breda verandor för att skugga interiören från intensiv sol, men som ett resultat av detta är de ofta mörka inuti, vilket kräver konstgjord belysning även på dagtid.

### Kostnads- och utrymmesöverväganden
Sett till pris per kvadratmeter är bungalower dyrare att bygga än tvåvåningshus, eftersom samma grund och tak krävs för en mindre boyta.
Även om "fotavtrycket" för en bungalow ofta är en enkel rektangel, är vilken grund som helst teoretiskt möjlig. För bungalower med tegelväggar är fönstren ofta högt placerade och nära taket. Denna arkitektoniska teknik undviker behovet av speciella bågar eller överliggare för att stödja tegelväggen ovanför fönstren. Men i tvåvåningshus finns det inget annat val än att fortsätta med tegelväggen ovanför fönstret.